# František Drtikol
František Drtikol (Příbram, 3 marzo 1883 – Praga, 13 gennaio 1961) è stato un fotografo ceco di rilevanza internazionale.
Dopo aver seguito i corsi presso la Lehr und Versuchsanstalt fur Photographie di Monaco, aprì lo studio nel 1907 a Praga e si specializzò nei ritratti delle personalità dell'epoca. La sua produzione più importante è legata allo studio del nudo. 
Nelle sue immagini, lo stile pittorialista e simbolista cede il passo a composizioni più moderne che trovano analogie con le opere delle avanguardie dell'epoca, in particolare con quelle del cubismo. Realizza nuovi dinamici rapporti fra il corpo femminile ed emblematici elementi geometrici di legno che suggeriscono il senso del movimento proprio del futurismo. 
Tra il 1930 e il 1935 fotografa solo statuette. Quando nel 1935 chiuse lo studio si dedicò alla pittura, alla meditazione e alla filosofia orientale. 
Ha pubblicato: Le nus de Drtikol (1929) e Zena ve svetle (1938).